# 楊勇緯
楊 勇緯（ヤン・ヨンウェイ、ウェード式：Yang Yung-Wei、1997年9月28日 - ）は、台湾の柔道家。台湾・台中市出身。階級は60kg級。パイワン族。パイワン語名はドランガドラン（Drangadrang）。

## 経歴
2013年にアジアユースの50kg級で2位、2014年のアジアユース55kg級で3位になった。2017年にはアジアジュニアの60kg級で優勝を飾った。2018年には地元で開催されたアジアオープン・台北で優勝すると、アジア大会でも3位に入った。2019年のアジアパシフィック選手権では決勝で日本の古賀玄暉と対戦すると、GS含めて14分もの戦いの末に反則負けを喫して2位に終わった。世界選手権では2回戦で前年の世界選手権2位であるロシアのロベルト・ムシビドバゼに反則勝ちするなどして準々決勝まで進むも、ジョージアのルフミ・チフビミアニに技ありで敗れると、その後の敗者復活戦でもリオデジャネイロオリンピック銀メダリストであるカザフスタンのエルドス・スメトフに敗れて7位にとどまった。グランドスラム・大阪では準決勝で世界3位の永山竜樹に技ありで敗れるも3位になった。2021年のワールドマスターズでは2位となった。7月に日本武道館で開催された東京オリンピックではチャイニーズタイペイの選手として柔道競技初の決勝に進んだ。その決勝では元世界チャンピオンの髙藤直寿に反則負けしたものの、オリンピック柔道競技ではチャイニーズタイペイの選手として初めてとなる銀メダルを獲得した。グランドスラム・アブダビでは決勝でロシアのラマザン・アブドゥラエフを技ありで破って、IJFワールド柔道ツアー初優勝を飾った。2022年のグランドスラム・アンタルヤでも決勝でチフビミアニを技ありで破って優勝したが、グランドスラム・ウランバートルでは決勝で永山に技ありで敗れて2位にとどまった。世界選手権では準決勝で髙藤に技ありで敗れるも3位となった。2023年の世界選手権では3回戦で敗れた。ワールドユニバーシティゲームズでは決勝で日本の中村太樹に横四方固で敗れた。アジア大会では準々決勝で日本の近藤隼斗に反則勝ちするなどして決勝まで進むと、韓国のイ・ハリムを破って優勝した。2024年の世界選手権では決勝でジョージアのゲオルギー・サルダラシビリに技ありで敗れて2位にとどまった。パリオリンピックでは準々決勝でスメトフに技ありで敗れると、敗者復活戦でも永山に技ありで敗れて7位に終わった。
IJF世界ランキングは2059ポイント獲得で2位（2025年4月21日現在）。

## 主な戦績
- 2013年 - アジアユース 2位（50kg級）
- 2014年 - アジアユース 3位（55kg級）
- 2016年 - 東アジア選手権 優勝
- 2016年 - グランプリ・青島 3位
- 2017年 - アジアジュニア 優勝
- 2017年 - ユニバーシアード 5位
- 2017年 - アジアオープン・香港 優勝
- 2018年 - アジアオープン・台北 優勝
- 2018年 - アジア大会 3位
- 2018年 - グランプリ・タシュケント 3位
- 2018年 - アジアオープン・香港 優勝
- 2019年 - アジアパシフィック選手権 2位
- 2019年 - グランプリ・フフホト 2位
- 2019年 - グランプリ・ブダペスト 3位
- 2019年 - アジアオープン・台北 3位
- 2019年 - 世界選手権 7位
- 2019年 - グランドスラム・大阪 3位
- 2020年 - グランドスラム・デュッセルドルフ 2位
- 2021年 - ワールドマスターズ 2位
- 2021年 - アジア・オセアニア選手権 2位
- 2021年 - グランドスラム・アンタルヤ 3位
- 2021年 - 東京オリンピック 2位
- 2021年 - グランドスラム・アブダビ 優勝
- 2022年 - グランドスラム・アンタルヤ 優勝
- 2022年 - グランドスラム・ウランバートル 2位
- 2022年 - アジア選手権 3位
- 2022年 - 世界選手権 3位
- 2022年 - グランドスラム・アブダビ 2位
- 2022年 - ワールドマスターズ 3位
- 2023年 - ワールドユニバーシティゲームズ 2位
- 2023年 - アジア大会 優勝
- 2023年 - オセアニアオープン・パース 優勝
- 2024年 - グランプリ・オディベーラス 3位
- 2024年 - グランドスラム・パリ 5位
- 2024年 - アジア選手権 2位
- 2024年 - グランドスラム・アスタナ 2位
- 2024年 - 世界選手権 2位
- 2024年 - パリオリンピック 7位
- 2025年 - アジア選手権 2位

（出典、JudoInside.com）